# Rue Gazan
La rue Gazan est une voie située dans le quartier du Parc-de-Montsouris du 14e arrondissement de Paris, en France.

## Situation et accès
La rue est desservie par les transports en commun avec la ligne de tramway T3a, arrêt Montsouris et le RER avec la ligne B en gare de Cité universitaire.

## Origine du nom
La rue porte depuis 1867 le nom du général d'Empire, Honoré Théodore Maxime Gazan (1765-1845).

## Historique
La rue a été ouverte par un décret du 22 février 1865, dans le cadre de la création et l'aménagement du parc Montsouris, de l'avenue Reille au nord à la rue Militaire devenue boulevard Jourdan au sud. 
Elle prend sa dénomination actuelle par un décret du 2 mars 1867.
En 1924, lors de la création de la Cité universitaire de Paris, la portion comprise entre la Petite Ceinture — en fait la rue Liard — et le boulevard Jourdan, est renommée rue de la Cité-Universitaire.
Il a été opéré simultanément la même division avec l'homologue occidentale de la rue Gazan, la rue Nansouty, au profit de la rue Émile-Deutsch-de-La-Meurthe, du nom du philanthrope qui finança les premiers bâtiments de la cité étudiante.

## Bâtiments remarquables et lieux de mémoire
- La rue longe toute la partie orientale du parc Montsouris.

- Elle franchit la ligne de Petite Ceinture qui passe en tranchée entre le no 43 et la rue Liard et penêtre, de l'autre côté de la rue, dans le parc Montsouris.

- Au no 9 habitait dans les années 1950 Maurice Cuvillier, auteur des bandes dessinées Sylvain et Sylvette et Perlin et Pinpin. Il trouvait l'inspiration en écoutant les enfants au parc Montsouris.
- No 11 : Coluche y habite dans les années 1980[2].
- No 20 : le restaurant Le Pavillon Montsouris ouvert en 1889 sous la dénomination Pavillon du Lac (à ne pas confondre avec le restaurant du même nom du parc des Buttes-Chaumont) a été rebaptisé Jardin de la Paresse en 1979, avant de prendre son nom actuel. Il fut fréquenté avant 1914 par de nombreux artistes : Georges Braque, Le Douanier Rousseau, Léonard Foujita, Louis Jouvet, Jacques Prévert, Eugène Ionesco, Marguerite Yourcenar[3].

Habillé côté jardin, depuis 1930, d’une verrière que précède une terrasse, l'établissement est apprécié pour son cadre bucolique. Il a reçu de prestigieux clients tels que Lénine et Trotsky,  Beauvoir et Sartre, Jouvet et Carné, etc.. Il a également abrité, en 1981, la réception de mariage de Jacques Attali et de son épouse, événement que Jean Bothorel évoque dans son journal personnel publié en 2017. Parmi les convives se trouvaient Guy Béart, témoin du marié et  Coluche qui habitait alors une maison toute proche (au 11, rue Gazan).
- No 21 : Marie-Thérèse Auffray, artiste peintre et résistante, y avait installé son atelier entre 1942 et 1970. Résistante pendant la Seconde Guerre mondiale, elle y a caché des alliés rescapés avant leur exfiltration[6]. Le peintre japonais Yasse Tabuchi y vécut de même.

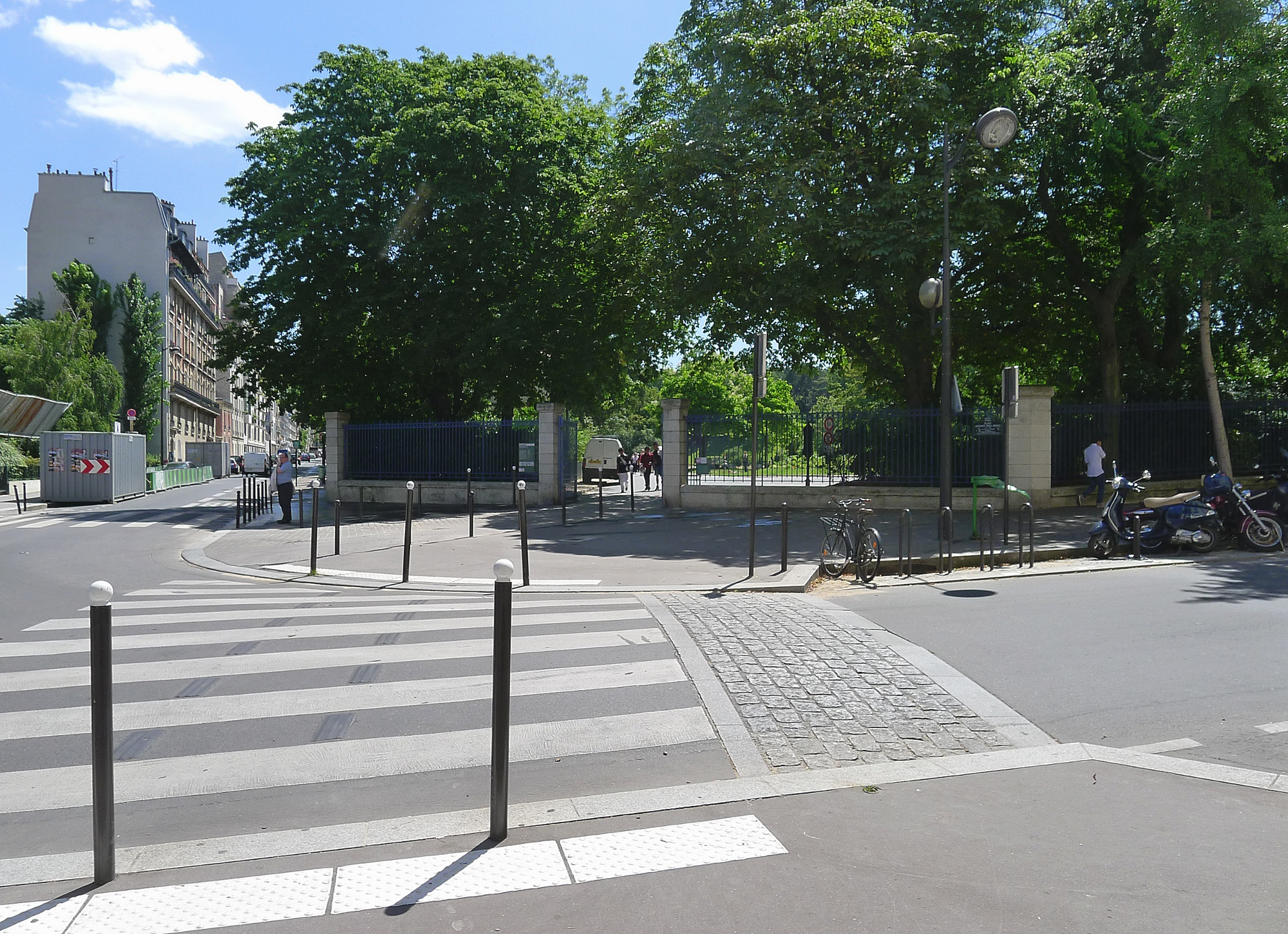
Rue Gazan (à gauche), longeant le parc Montsouris (à droite) vue depuis l'avenue Reille.
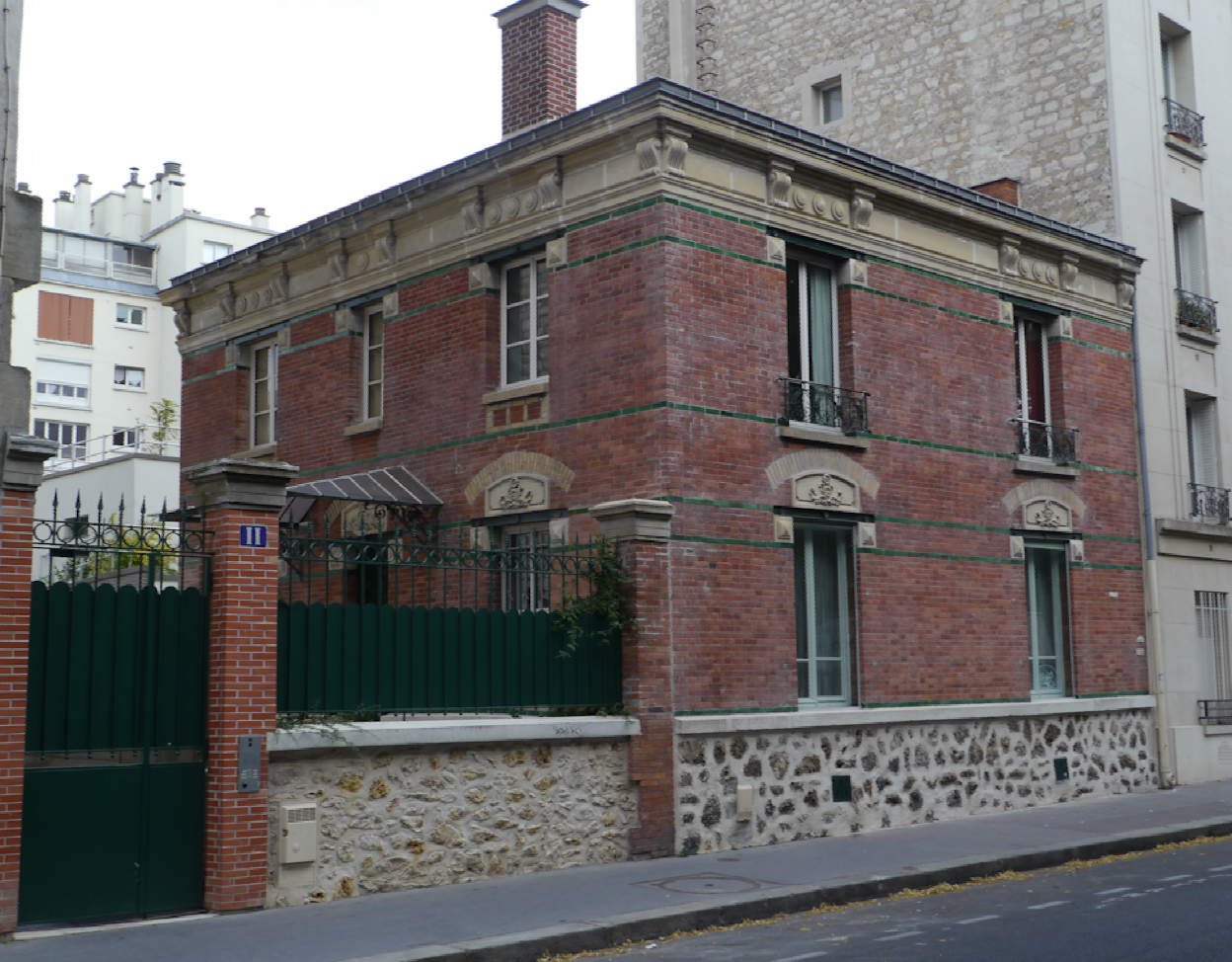
Le no 11, maison où l'humoriste et acteur Coluche a vécu de 1978 à 1981, puis au milieu des années 1980.
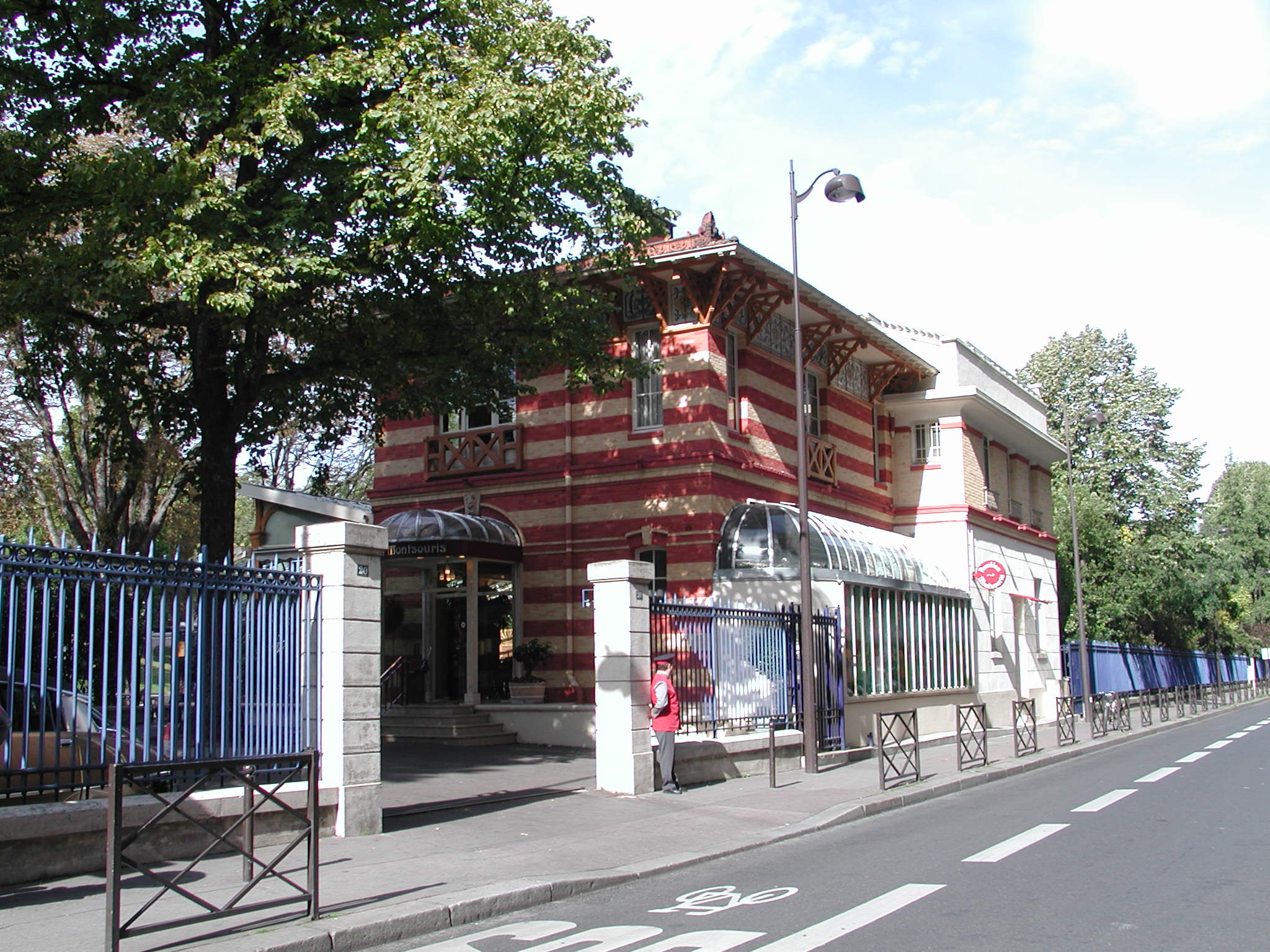
Le Pavillon Montsouris, au no 20.

- No 29 : Paul Langevin et son épouse Jeanne ont vécu à cette adresse[7]. Le 25 juin 1903, ils reçurent Marie et Pierre Curie, ainsi que plusieurs de leurs amis, pour fêter l'obtention, le jour même, par Marie Curie de son doctorat en sciences physiques[8].